# Campbell Hill (Illinois)
Campbell Hill ist eine Gemeinde (mit dem Status „Village“) im Jackson County im Südwesten des US-amerikanischen Bundesstaates Illinois. Im Jahr 2010 hatte Campbell Hill 336 Einwohner.

## Geografie
Campbell Hill, der zweitgrößte Ort in der Bradley Township, liegt auf 37° 56′ N, 89° 33′ W und erstreckt sich über 1 km². Der Ort liegt rund 25 km östlich des Mississippi, der die Grenze zu Missouri bildet. Die Mündung des Ohio an der Schnittstelle der Bundesstaaten Illinois, Missouri und Kentucky befindet sich 131 km südlich.
Benachbarte Orte von Campbell Hill sind Wine Hill (11,7 km westlich), Willisville (7,2 km nordnordwestlich) und Ava (6,9 km südöstlich). 
Die nächstgelegenen größeren Städte sind St. Louis in Missouri (117 km nordwestlich), Louisville in Kentucky (386 km östlich), Tennessees Hauptstadt Nashville (378 km südöstlich) und Tennessees größte Stadt Memphis (364 km südwestlich).

## Verkehr
Die Illinois State Route 4 führt als Hauptstraße von Nordwest nach Südost durch die Stadt. Alle weiteren Straßen sind County Roads, weiter untergeordnete und zum Teil unbefestigte Fahrwege sowie innerörtliche Verbindungsstraßen.
Mit dem Southern Illinois Airport befindet sich 39,2 km südöstlich ein Regionalflughafen. Der nächstgelegene größere Flughafen ist der Lambert-Saint Louis International Airport (138 km nordwestlich).

## Demografische Daten
Nach der Volkszählung im Jahr 2010 lebten in Campbell Hill 336 Menschen in 144 Haushalten. Die Bevölkerungsdichte betrug 336 Einwohner pro Quadratkilometer. In den 144 Haushalten lebten statistisch je 2,33 Personen. 
Ethnisch betrachtet setzte sich die Bevölkerung zusammen aus 98,5 Prozent Weißen, 0,3 Prozent (eine Person) amerikanischen Ureinwohnern sowie 0,3 Prozent Asiaten; 0,9 Prozent stammten von zwei oder mehr Ethnien ab. Unabhängig von der ethnischen Zugehörigkeit waren 0,3 Prozent der Bevölkerung spanischer oder lateinamerikanischer Abstammung. 
20,8 Prozent der Bevölkerung waren unter 18 Jahre alt, 63,7 Prozent waren zwischen 18 und 64 und 15,5 Prozent waren 65 Jahre oder älter. 53,0 Prozent der Bevölkerung war weiblich.
Das mittlere jährliche Einkommen eines Haushalts lag bei 47.344 USD. Das Pro-Kopf-Einkommen betrug 27.468 USD. 5 Prozent der Einwohner lebten unterhalb der Armutsgrenze.

## Persönlichkeiten
- Kent Ellsworth Keller (1867–1954), Politiker